# 육체의 고백
"육체의 고백"(The Body Confession)은 한국에서 제작된 조긍하 감독의 1964년 멜로/로맨스 영화이다. 황정순 등이 주연으로 출연하였고 정병준 등이 제작에 참여하였다.

## 출연

### 주연
- 황정순
- 김석훈
- 태현실
- 김혜정

### 조연
- 김진규
- 이경희
- 이상사
- 남궁훈
- 김희갑
- 이빈화
- 나애심
- 백송
- 김옥경
- 하룡
- 김경란

## 기타
- 원작자: 김문엽
- 조명: 이병준
- 음향: 손효신
- 사운드: 양후보
- 미술: 홍성칠
- 현상: 김봉수